# Hippopsis prona
Hippopsis prona là một loài bọ cánh cứng trong họ Cerambycidae.